# Cucullia minogenica
Cucullia minogenica là một loài bướm đêm trong họ Noctuidae.